# Borów (Lubusz)
Pour les articles homonymes, voir Borów.
Borów (prononciation : [ˈbɔruf]) est un village polonais de la gmina de Świebodzin dans le powiat de Świebodzin de la voïvodie de Lubusz dans l'ouest de la Pologne.
Il se situe à environ 13 kilomètres au sud-ouest de Świebodzin (siège de la gmina et de le powiat), 32 kilomètres au nord de Zielona Góra (siège de la diétine régionale) et 59 kilomètres au sud de Gorzów Wielkopolski (capitale de la voïvodie).

## Histoire
Le nom allemand du village était Birkholz.
De 1816 à 1945, Birkholz fait partie de l'arrondissement de Züllichau-Schwiebus (de) dans le district de Francfort au sein de la province de Brandebourg
Après la Seconde Guerre mondiale, avec la mise en œuvre de la ligne Oder-Neisse, le village est intégré à la République populaire de Pologne. La population d'origine allemande est expulsée et remplacée par des polonais.
De 1975 à 1998, le village appartenait administrativement à la voïvodie de Zielona Góra.

Depuis 1999, il appartient administrativement à la voïvodie de Lubusz

## Personnalités liées au village
- Kurt Student (1890–1978), Général de la Luftwaffe